# Annika Sörenstam
Annika Sorenstam (Estocolmo, 9 de outubro de 1970) é uma golfista da Suécia, uma das melhores do mundo no circuito feminino (LPGA). Começou a jogar aos 12 anos de idade (profissionalizou-se em 1992), foi número 1 do ranking e se tornou a primeira mulher a jogar em um torneio masculino.
Possui 85 títulos na carreira sendo 69 da LPGA Tour. Ela é ateia.

## Resultados no LPGA majors
| Tournament                 | 1992 | 1993 | 1994 | 1995 | 1996 | 1997 | 1998 | 1999 | 2000 | 2001 | 2002 | 2003 | 2004 | 2005 | 2006 | 2007 |
| -------------------------- | ---- | ---- | ---- | ---- | ---- | ---- | ---- | ---- | ---- | ---- | ---- | ---- | ---- | ---- | ---- | ---- |
| Kraft Nabisco Championship | -    | -    | -    | T24  | T2   | T8   | T7   | T7   | T17  | 1    | 1    | 2    | T13  | 1    | T6   | T31  |
| LPGA Championship          | -    | -    | -    | 10   | T14  | 3    | T30  | T16  | T12  | 5    | 3    | 1    | 1    | 1    | T9   |      |
| U.S. Women's Open          | T64  | -    | -    | 1    | 1    | CUT  | T41  | CUT  | T9   | T16  | 2    | 4    | 2    | T23  | 1    |      |
| du Maurier Classic         | -    | -    | T22  | T45  | T6   | CUT  | 2    | -    | 3    | -    | -    | -    | -    | -    | -    |      |
| Women's British Open       | -    | -    | -    | -    | -    | -    | -    | -    | -    | T32  | CUT  | 1    | 13   | T5   | T31  |      |